# Mercedes-Benz 300 SL

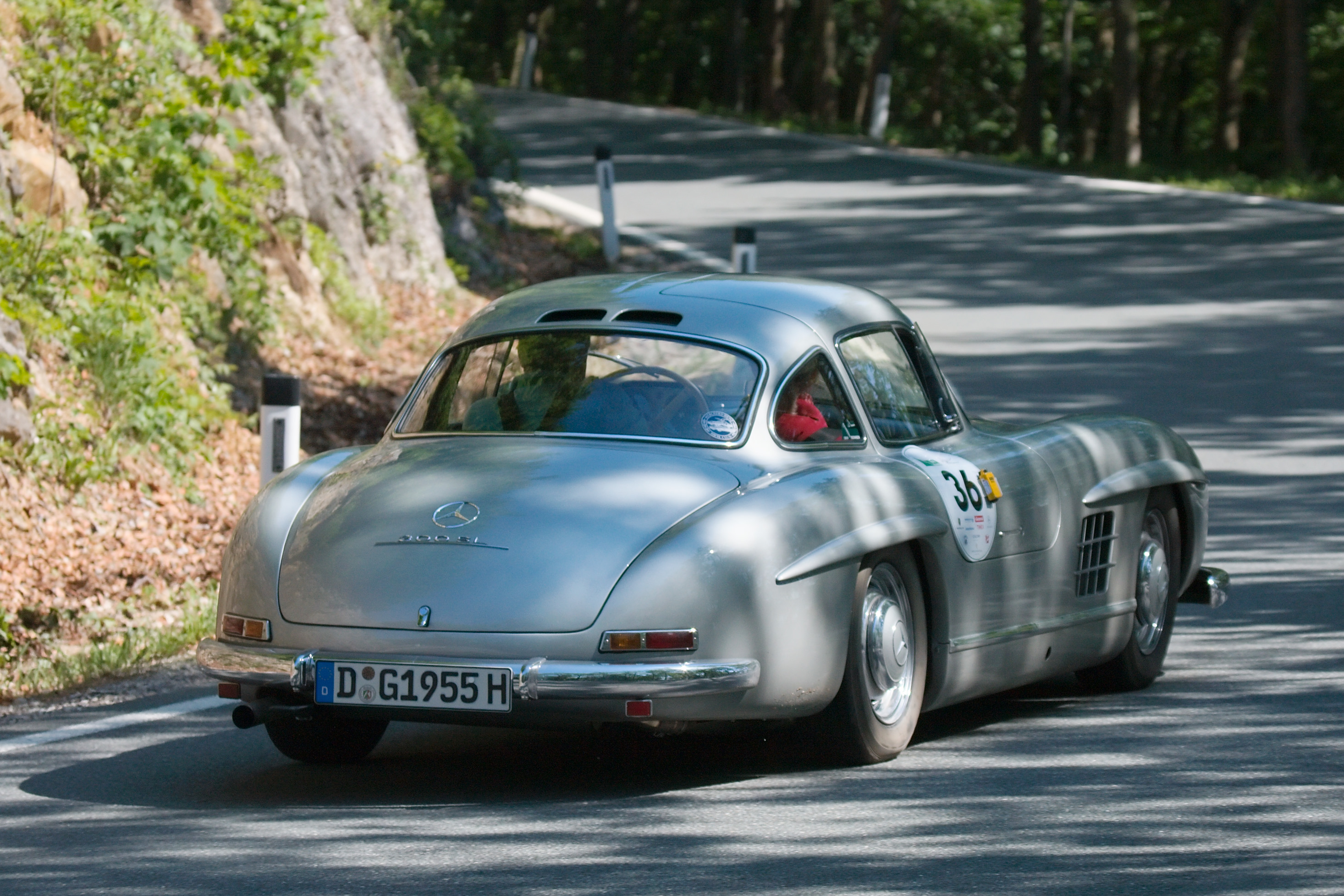
Mercedes-Benz 300 SL Gullwing

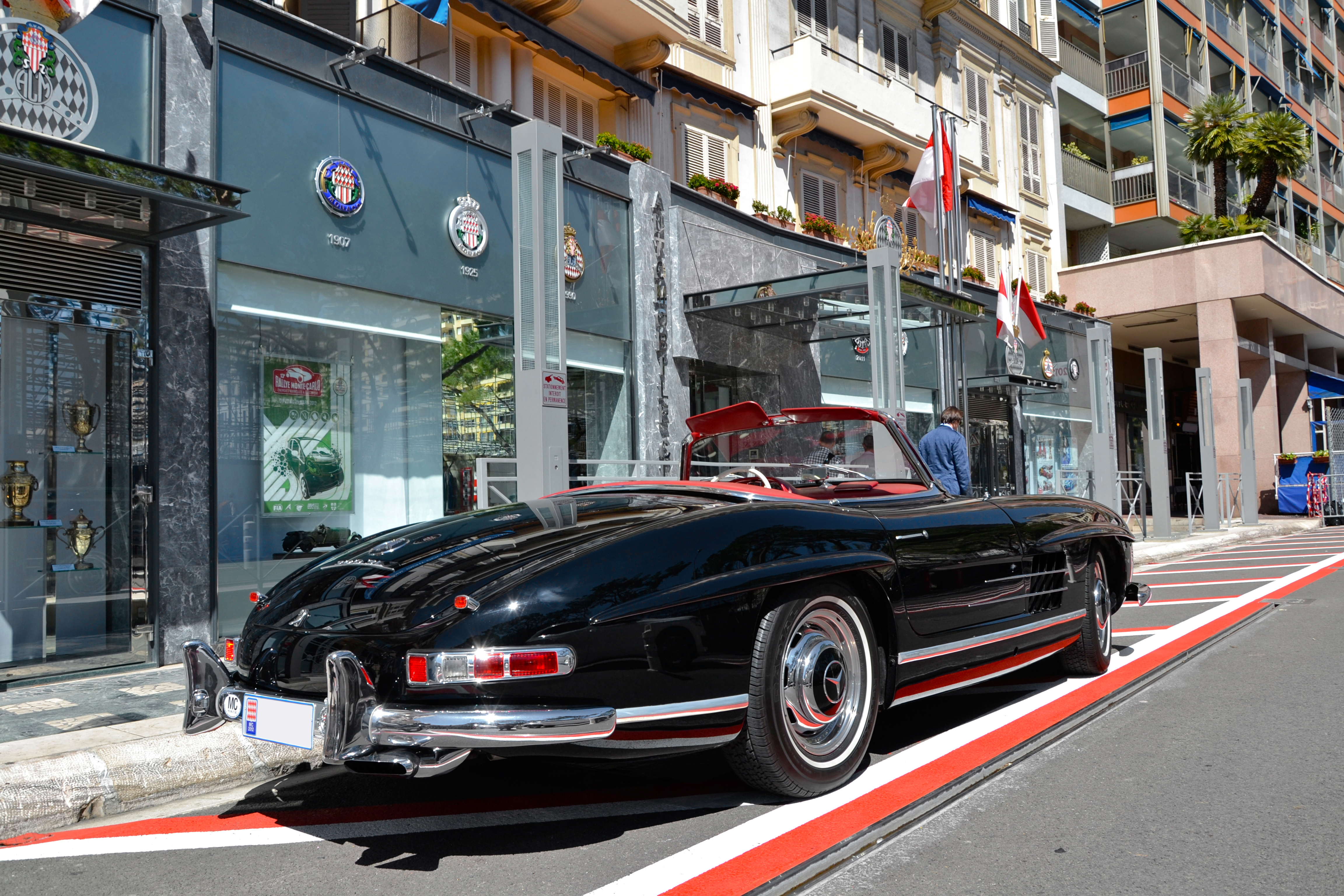
Mercedes-Benz 300 SL Roadster

Mercedes-Benz 300 SL (W198) a fost primul model din gama SL-Class Grand Tourer și cea mai rapidă mașină de serie a epocii sale. Lansată în 1954, aceasta era disponibilă în varianta coupé cu 2 locuri, având ca element distinctiv ușile cu deschidere verticală. Ulterior, producătorul introduce și o variantă sport, decapotabilă.
Construit de Daimler-Benz AG, noul model cu injecție directă de benzină se asemăna cu o serie la fel de prestigioasă, de automobile sport, dar cu o putere ceva mai mică, și cu un carburator cu arbore cu came Straight 6 – W194 (1952).
Ideea unui automobil Grand Prix ceva mai „blând”, care să îi atragă pe doritorii de performanțe exclusiviste din piața americană, i-a aparținut lui Max Hoffman. . Mercedes a acceptat provocarea, și în 1954, a prezentat publicului noul Mercedes-Benz 300SL (300 de la motorul său 3.0, și SL de la Sport Leicht, categoria în care a fost încadrat noul model). Acesta a fost lansat la New York Auto Show, față de cele mai multe automobile ale producătorului, care au fost prezentate saloanele auto de la Geneva sau Frankfurt.
Înregistrând un succes imediat, azi Mercedes 300SL este un simbol al mărcii. Acesta se deosebea prin designul deosebit al portierelor, injecția de benzină produsă integral în fabricile Mercedes, dar și prin cea mai mare viteză atinsă de un automobil din clasa sa, la nivel mondial. Modelul inițial, varianta Coupé, a fost disponibil din 1955 până în 1957, iar varianta sport, din 1957 până în 1963.
În 1955, seriei i-a fost adăugat un nou model, mai mic, mai ușor, mai puțin luxos și mult mai ieftin, dotat cu motorul clasic cu 4 cilindri și capacitate de 1.9L (tipic modelelor tip Ponton). Acesta a primit denumirea de 190SL. Ambele modele (300SL și 190SL) au fost urmate în cronologia Mercedes de seria 230SL. Varianta modernă, cu un motor de 426 kW, 579 PS (571 cp) și o viteză maximă de 320km/h (200 mph), cunoscut ca Mercedes-Benz SLS AMG, este considerat a fi urmașul spiritual al seriei 300SL.

## Design

### O mașină de curse pentru stradă
Distribuitorul american al Mercedes, Max Hoffman, care era și importatorul oficial al Daimler-Benz în SUA, a sugerat producătorului crearea unei variante simplificate a seriei W194 de automobile pentru curse Grand Prix, care, in opinia sa, ar fi avut un succes enorm în piețele de export, în special în cea din America.
Automobilul de curse, W194 300SL, era conceput pe baza unui șasiu cu cadru din tubulatură de aluminiu, pentru a putea profita la maxim de motorul cu 6 cilindri, care nu dezvolta o putere foarte mare. Proiectat de designerul principal al Daimler-Benz, Rudolf Uhlenhaut, scheletul metalic reducea considerabil greutatea automobilului, și în același timp îi conferea acestuia durabilitate. 
Din moment ce acesta înconjura și compartimentul pentru pasageri, utilizarea unor portiere standard era imposibilă, ceea ce a dat naștere designului inovativ al seriei, definit de portierele cu deschidere verticale.
Chiar și cu noile portiere cu deschidere verticală, noul 300SL era dotat cu praguri destul de înalte, care făceau atât urcarea, cât și coborârea, din automobil dificile. Proiectantul a ales un volan cu o coloană ușor înclinată, pentru a facilita accesul șoferului.
Cadrul principal al noului 300SL era construit complet din oțel, cu capotă, portiere și ușa portbagajului din aluminiu. Acestea putea fi comandat și cu un cadru complet din aluminiu, care reducea masa totală cu 80 de kg (180 lb), însă în acest caz prețul era unul mult mai mare. Doar 29 de astfel de mașini au fost comandate și construite. 
Dintr-un total de aproximativ 1,400 de unități produse, mai bine de 80% au fost vândute pe piața din SUA. Astfel, noua serie de automobile Mercedes Gullwing devine prima gamă care înregistrează un succes imediat, într-o altă piață decât cea a țării de origine, iar predicția lui Hoffman de adeverește. Seria Mercedes-Benz 300SL are un aport important în ceea ce privește imaginea producătorului în piața Americană, acesta fiind conceput nu doar ca unul dintre cei mai mari producători de automobile de lux, ci și unul capabil să producă mașini sport cu performanțe de neegalat.

### Primul motor cu injecție directă

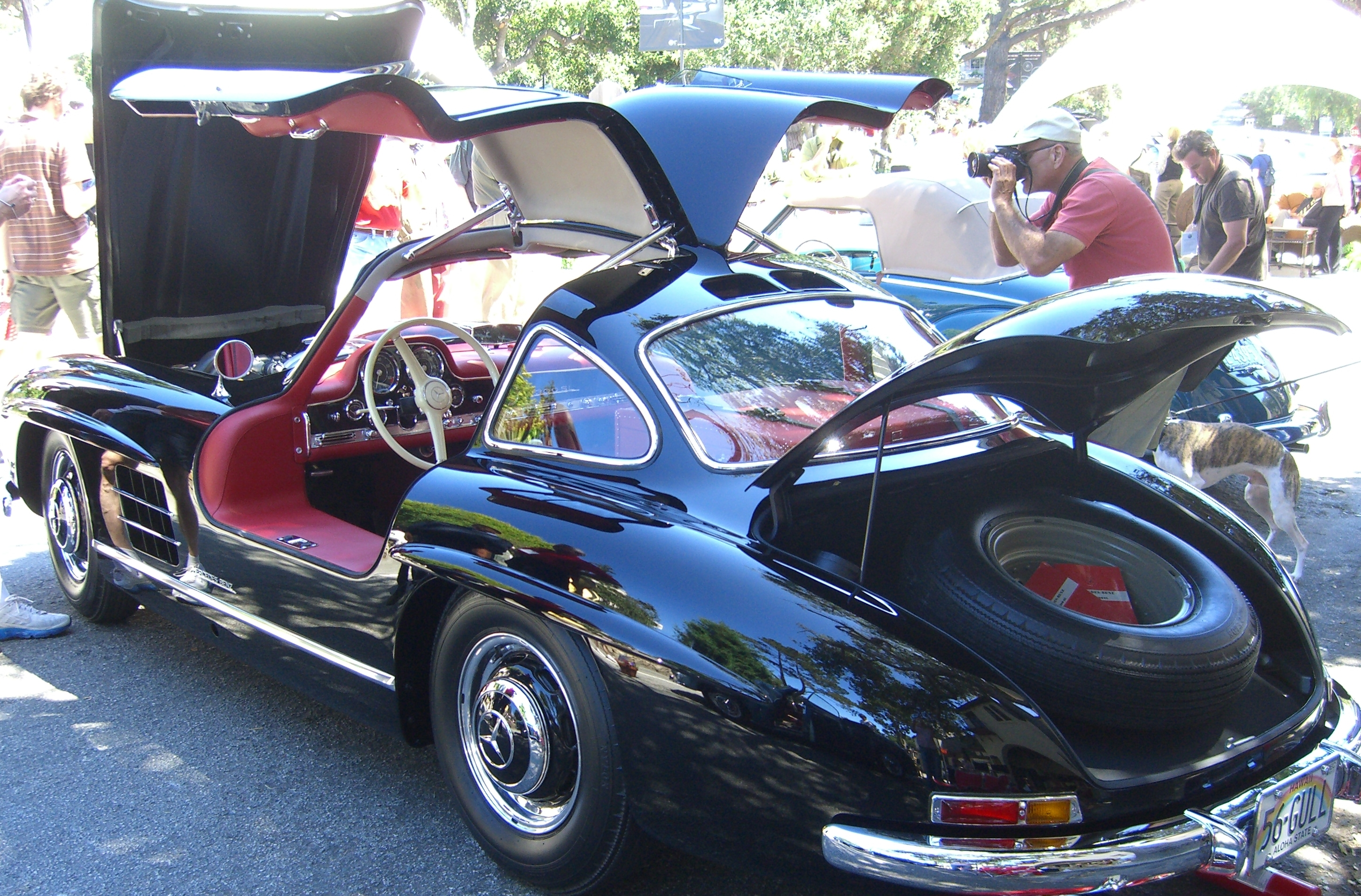
1956 Gullwing deschis

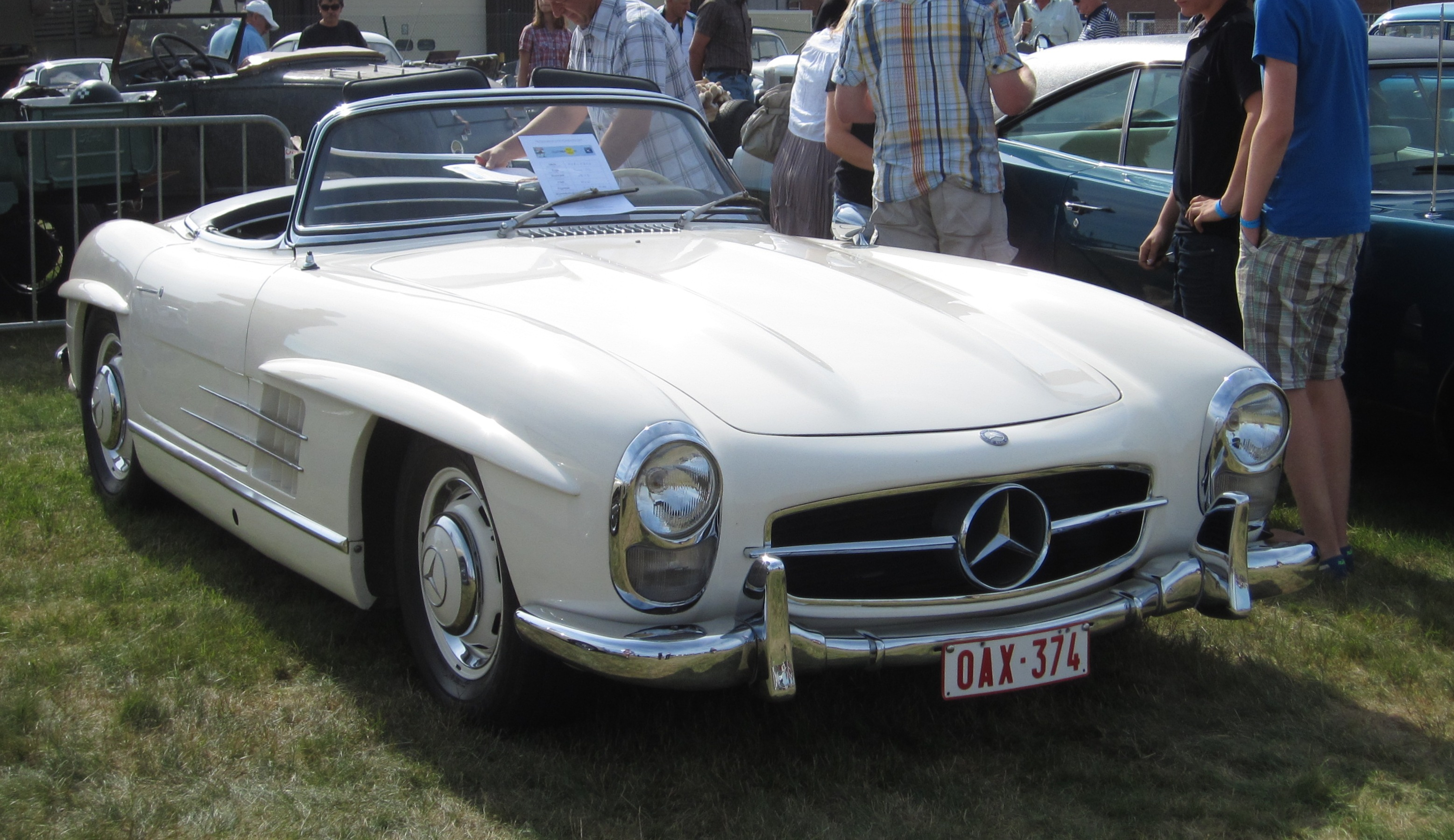
1956 Roadster

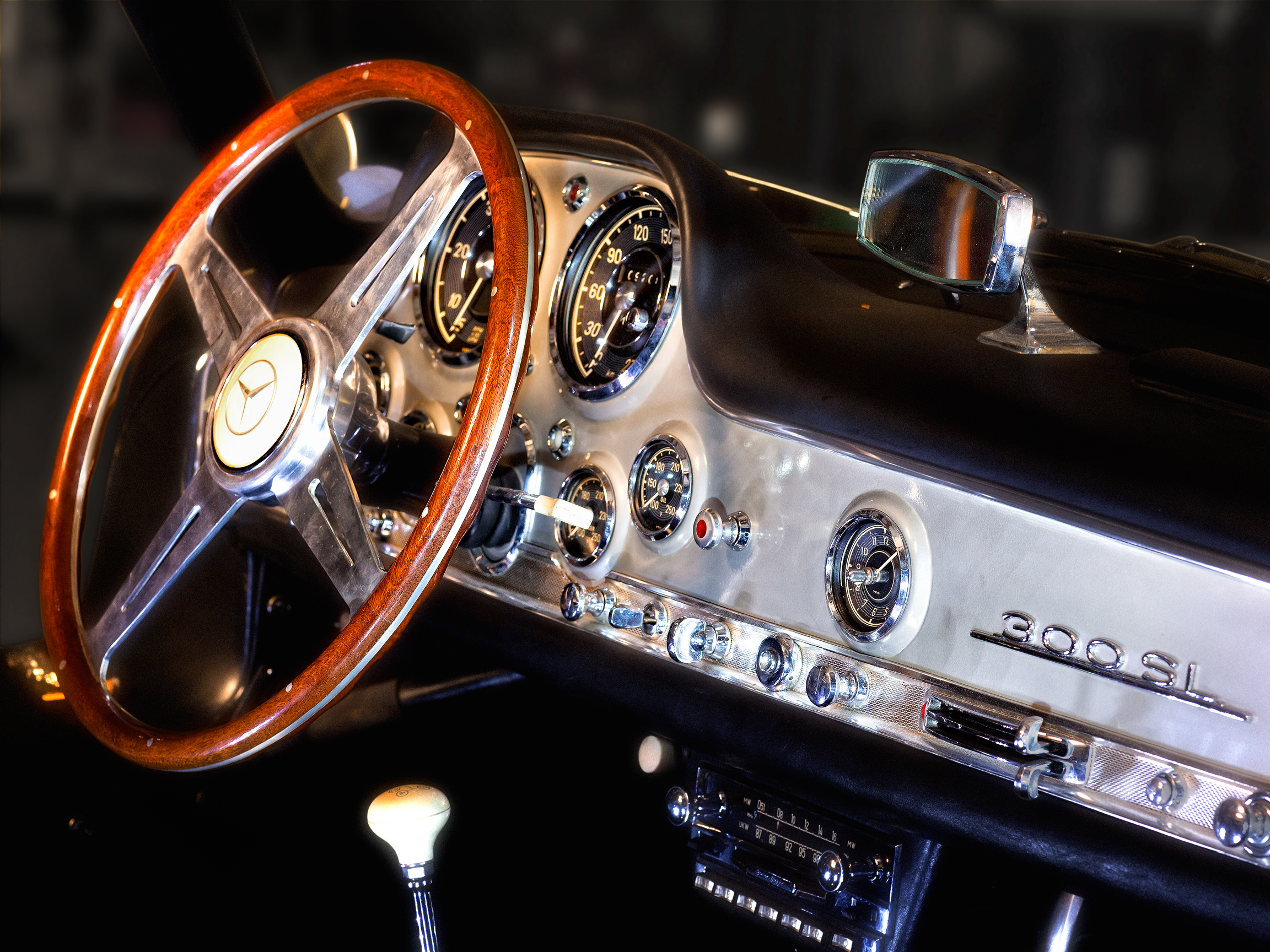
1956 bord

Asemeni seriei W194, Mercedes-Benz 300SL împrumută același motor de 3.0 L cu carburator cu arbore cu came Straight 6 de la modelul 300 simplu, cu 4 uși 300 (W189 "Adenauer") , un automobil de lux, introdus pe piață în 1951.
Featuring an innovative diagonal aluminum head that allowed for larger intake and exhaust valves, it was canted to the right at forty-five-degrees to fit under the SL's considerably lower hoodline.
În locul caburatoarelor Solex cu tanburi dubli, specifice seriei W194, noul model primește o injecție directă de benzină, marca Bosch, care este o inovație în domeniu și mărește puterea motorului cu aproximativ 25% față de automobilele din gama Grand Prix.
Ideea noului tip de injecție se bazează pe cea a motorului DB 601 V12, folosit la avionele militare Messerschmitt Bf 109 (avioane folosite în Al Doilea Război Mondial). Aceasta crește puterea motorului de la 130 kW; 177 PS (175 CP)  la 160 kW; 218 PS (215 CP), ceea ce inseamnă aproape dublul seriei inițiale de automobile 300 din categoria sedan – 86 kW; 117 PS (115 CP). Ca urmare, viteza maximă crește la 260 km/h (160 mph), în funcție de raportul transmisiei și al tracțiunii. Astfel, Mercedes-Benz 300SL devine cea mai rapidă mașină de serie a epocii sale.
Cu toate acestea, spre deosebire de motoarele actuale, dotate cu injecție electronică, pompa mecanică a seriei 300SL continua să pompeze benzină în motor și în intervalul scurt dintre întreruperea combustiei și oprirea propriu-zisă a motorului. Această benzină nearsă curăța uleiul lubrifiant de pe pereții cilindrilor, ceea ce îi predispunea defecțiunilor, mai ales în momentul pornirii motorului. În plus, același carburant nears putea dilua întreaga rezervă de ulei a automobilului, dacă acesta nu era condus suficient de mult cât să atingă temperatura necesară evaporării benzinei din ulei. 
Pentru are reduce gradul de diluție în momentul opririi motorului, manualul de utilizare sugera următoarele: 
Întoarceți cheia spre sânga, în timp ce motorul este în stare de ralanti. Nu încercați, în niciun caz, să optiți motorul când acesta este angrenat într-o treaptă superioară de viteză.
Problema motorului era și mai pregnantă datorită sistemului de răcire a uleiului de capacitate mare (specific mașinilor de curse), precum și a capacității mari a băii de ulei, de 10 literi (2,2 imp gal; 2,6 U.S. gal), fapt care făcea imposibil ca uleiul să atingă temperatura necesară. În practică, majoritatea șoferilor alegeau să blocheze circularea aerului în baia de ulei, și să îl schimbe la intervalul recomandat, de 1,600 km (1000 de mile). O pompă auxiliară de benzină asigura un debit adițional de carburant, necesar vitezelor mari precum și pornirii motorului pe vreme rece; suprautilizarea atrăgea după sine aceeași diluare a uleiului.
Inițial, acționarea ambreiajului era foarte dificilă, însă acest lucru a fost remediat prin adăugarea unui braț cu arc, care reducea forța pedalei. Din martie 1963, până la finele perioadei de producție – în ultima parte a aceluiași an – un carter din aliaj ușor a fost utilizat la fabricarea a 209 autovehicule.
Aerodinamica juca un rol foarte important în ceea ce privește viteza atinsă de noul model, astfel că inginerii de la Mercedes au optat pentru amplasarea unor „sprâncene” orizontale deasupra cadrelor roților mașinii, pentru a reduce forța de rezistență. Spre deosebire de multe alte automobile ale anilor 1950, în cazul lui 300SL direcția era destul de precisă, iar suspensiile individuale montate pe cele 4 roți făceau condusul mai ușor, și creșteau gradul de manevrabilitate. Cu toate acestea, axul oscilant din partea din spate, fixat doar la suprafață, și nu pe suportul jantelor în sine, putea fi instabil la viteze mari, sau pe un drum cu denivelări, datorită schimbării permanente a gradului de curbură. Capacitatea enormă a rezervorului de benzină avea și ea un efect major asupra manevrabilității automobilului, în funcție de cantitatea de carburant existentă.

## Motorsport
Warner Engel a câștigat European Rally Championship, conducând un Mercedes-Benz 300SL. Automobilul a mai înregistrat o victorie și la Rali Vinho da Madeira în 1960.

## Moștenirea

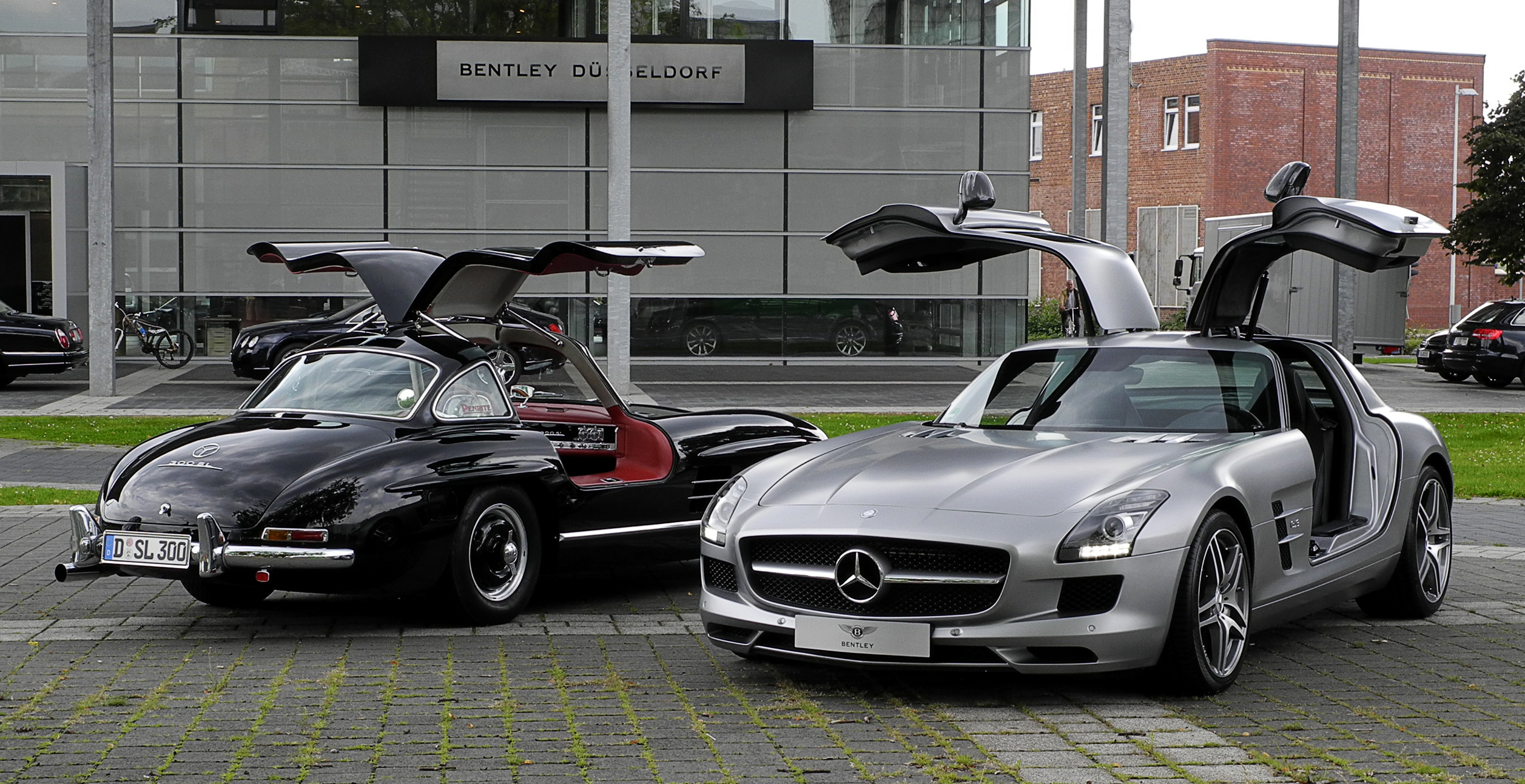
300 SL lângă Mercedes-Benz SLS AMG, successorul său spiritual.

În prezent, 300SL, cu portierele sale cu deschidere verticală, cu inovațiile sale tehnologice și ciferele mici de producție, este considerat unul dintre cele mai valoroase modele de colecție ale Mercedes-Benz, cu prețuri variind între 1 și 2,5 milioane de dolari. Revista Sports Cars International a realizat un top al tuturor mașinilor sport produse vreodată, în care 300SL este plasat pe locul al cincilea. 
În anul 2009, două exemplare 300SL din colecția Foxwood s-au vândut cu 1.3 milioane de dolari, bucata. În 2012, un exemplar extrem de rar de 300SL cu cadru complet din aluminiu, produs în 1955, s-a vândut cu 4.62 milioane de dolari, la Scottsdale Auctions, în Arizona.  Având în vedere prețurile astronomice ale seriei 300SL, entuziaștii s-au reorientat către un model cu dimensiuni reduse – 190SL – adesea numit “300SL-ul săracilor”, întrucât prețul său de achiziție reprezintă o zecime din cel al unui 300SL.
Câteva generații derivate din 300SL au continuat să fie produse, chiar dacă nu cu aceeași structură de automobil sport, precum Mercedes-Benz W113 (1963-71) și Mercedes-Benz R129 (1989-2001). În anii 2000, Mercedes și-a reorientat gama de automobile SL către performanță, și a adus câteva îmbunătățiri stilistice seriei 300SL.  Modelele R230 (2002-2011) și R231 (2012-prezent) au orificii de aerisire plasate pe aripile din față, care sunt în mod cert inspirate din seria 300SL Gullwing. Chiar și așa, de atunci seria SL a evoluat, devenind o mașină de autostradă, tip Grand Tourer, datorită masei sale crescute, mai ales după adăugarea motorului V12, la modelele mai recente. Ultimele două generații SL sunt decapotabile, cu plafon rigid, cu numeroase dotări tehnologice și de confort, și dispun și de scaune cu sisteme de răcire, încălzire și masaj, la cerere. 
Primul pas în această direcție, favorizând luxul în detrimentul performaței, a fost Mercedes-Benz SLR McLaren, un produs al fuziunii Mercedes-Benz – McLaren Automotive, care era dotat cu un motor V8 construit manual, din aluminiu, cu o capacitate de 5.4 litri, supraalimentat la 626 PS (460 kW; 617 CP). Noul Mercedes-Benz SLS AMG, cu un motor V8 de 571 PS (420 kW; 563 CP) și o capacitate de 6.208 cc (378,8 cu in) a fost lansat în 2009. Descris de reprezentanții Mercedes ca un succesor spiritual al lui 300SL Gullwing, acesta înregistra performanțe absolute, păstrând același standard al luxului și confortului specific producătorului. Apogeul performanței îl reprezintă gama Coupé Black Series, lansată în 2013, care ajungea la 631 PS (464 kW; 622 CP) la o capacitate de 6.208 cc (378,8 cu in). La finele anului 2014, producția seriei SLS AMG a fost întreruptă.
Seria SLS AMG, a fost înlocuită în prezent cu una considerabil mai ieftină – AMG GT. Aceasta are uși clasice și un motor cu inducție de o capacitate mult mai mică, fiind creat ca și competitor al Porsche 911 și al lui Audi R8.
Ca rezultat al colaborării dintre Nintendo și Mercedes-Benz, noul 300SL apare într-un joc video pentru platforma Wii U – Mario Kart 8. 

### Mercedes-Benz Classic Center
Mercedes-Benz deține și Mercedes-Benz Classic Center care se ocupă de restaurarea automobilelor clasice Mercedes-Benz, și este cunoscut ca centru oficial de distribuire a pieselor pentru 300SL, dar și centru de service și vânzări ale seriei. Reprezentanții centrului sunt singurii care au acces la schițe și documente care atestă autenticitatea unui automobil – fapt care o importanță critică în stabilirea valorii unei mașini de colecție.

## Link-uri externe
- Mercedes-Benz 300 SL Internet Portal & Web Magazine Arhivat în 16 decembrie 2017, la Wayback Machine.
- eMercedesBenz | The 1952 Mercedes-Benz 300 SL Racing Sport Coupe Arhivat în 20 februarie 2017, la Wayback Machine.
- Mercedes Benz 300 SL Coupé / Gullwing Register #198.040 & #198.043
- Mercedes-Benz 300 SL restoration